# بنادريون
بنادريون (بالصومالية: Reer Benaadir) مجموعة سكانية في الصومال، يعيش البنادريون بشكل كبير على الساحل الجنوبي للصومال.

## نظرة عامة
رغم أن البناديريين يوصفون أحيانًا بأنهم من أنشأو العاصمة الصومالية مقديشو (ومن هنا جاء اسمهم العامي Reer Xamar أو "شعب مقديشو"، رغم أن المدينة نفسها حلت محل منطقة سرابيون المذكورة في المصادر القديمة)، فإن البناديريين ينحدرون من القبائل العربية التي استقرت على الساحل الجنوبي للصومال وبنت مدنًا حجرية للدفاع والتجارة.
يعود أصل البنادريين أيضًا إلى أعراق مختلفة، منها العرب والهنود والفرس والبانتو والصوماليين.
على مر التاريخ كان لرير حمر (البنادريين) دور فعال في نشر الإسلام في المجتمع المحلي، وخاصة في محافظة بنادر الساحلية. ولا سيما خلال فترة الاستعمار، وكان أبناء العشيرة من بين الأعضاء المؤسسين لرابطة الشباب الصومالية، أول حزب سياسي في الصومال.

## الحلف القبلي البنادري
ينقسم البنادريون بحسب المناطق التي يقطنون فيها والتي تمتد من مقديشو جنوبا وحتى براوة شمالا، وتسمى العشائر بأسماء تلك المناطق. أكبر المدن التي يعيشون فيها هي العاصمة مقديشو، وتليها مركا، ثم براوة. رغم ذلك توجد في المدن الثلاث الكبرى عشائر من البنادريين تعيش في مدن أخرى ومنها حاتم ورير فقي وشانشيو. (شانشيو ورير فقي جزء من تحالف قبلي تحت مظلة بيدو في براوة)

### رير حمر (شعب مقديشو)
- أباكارو (عشيرة متفرعة من قبيلة حاتم)

- عبد الصمد
- علي محمد
- عامودي
- أشراف
- عسكري
- عيدروسي
- بنطبوو (اتحاد مكون من 7 عشائر)

- - أمين كالافو
  - بهار صوفي
  - أونتيرو
  - شيبه
  - قروايي
  - أحمد نور
  - علي ومحمد
- جودمني

- با فضل
- با هاميش
- با صادق
- طبرويني (اتحاد عشائري ثلاثي)

- - وباس (اتحاد يضم ثلاث عشائر)
    - رير أو بكر
    - رير مِسجَل
    - رير مكاران

  - محمد جبريل
  - حاجي قرر

• إنطويني (اتحاد عشائري مكون من 4 عشائر)
- رير روبلو
- رير علي موسى
- موسى حاجي
- أو مؤمن حسن

• مورشو
- قلمشُبي (اتحاد من 3 عشائر)
  - حاجي إبراهيم
  - حاجي عبدي
  - بقشوا

- رير فقي

- رير حاجي

- رير مانيو (اتحاد 6 عشائر)

- - رير معو (المعروفة أيضًا باسم با مختار)
  - رير شاوِس
  - رير عمر
  - رير عافي
  - رير حاجي
  - رير حسن

- رير شيخ
- رير شيخ مؤمنو
- سدّح جيدي

- - آدم طيري
  - رير عبدلي
  - رير أوالي
- شانشيو

- شامسي

### رير مركا (شعب مركا)
تعرف قبيلة رير مركا أيضًا محليًا وسياسيًا باسم 12 كوفي إيو مشايخ (12 قبعة و3 شيوخ)؛ ويوجد حاليًا 15 عشيرة في مجلس الشيوخ العشائري. مع اعتبار مجموعة عشيرة رير مانيو (بالصومالية: Reer Maanyo) واحدة على الرغم من كونها اتحادًا يضم أربع عشائر مختلفة في مدينة ماركا.
- رير مركا
  - جاميدلي
  - أحمد نور
  - درُقُبو
  - أشراف (باعلوي)
  - اشرف بن حسن
  - اشرف مهدلي
  - رير خطيب
  - فسهالي (المعروف أكثر باسم كفاري)
  - جرجنتي
  - حاتم
  - قلمشوبي
  - جونجي
  - رير مانيو
    - رير معو (المعروفة أيضًا باسم با مختار)
    - رير شاوس
    - رير عمر
    - رير عافي (المجموعة العرقية الأصلية قُبيس من الدر)
    - رير حاجي
    - رير حسن

  - شيخال الجزيره
  - شيخال جندرشي
  - شانشيو
  - شوكويريري
  - شيخال او عثمان

### رير براوة (شعب براوة)
- البروانيون
  - بيدو
    - را والي
    - را معلمو
    - غبرو
    - را مشانجا
    - رير فقي
    - را شقلي (را بقتيل، را دريسا)
    - عبدي شقالي
    - را بكاري (را نورشي، را رابي، را بنواري)
    - با صادق
    - راا مكاوو
    - زِماركا
    - را مجومي

  - حاتم
  - أشراف من باعلوي

## التوزيع الجغرافي

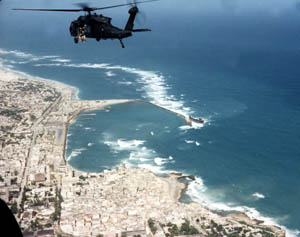
ساحل مقديشو عام 1994

ينتشر البنادريون بشكل أساسي في المدن الساحلية الجنوبية مقديشو ومركا وبراوه حيث تعيش الأحلاف العشائرية رير حمر ورير ماركا (12 كوفي) والبروانيون. ويعيش بعضهم في ورشيخ والمدن الساحلية الأخرى الواقعة بين مقديشو وبراوي مثل الجزيرة وأباي طحان، وطناني، وجلب مركا، وجندرشي، ومونغيا ويعيش آخرون في مدينة كيسمايو. في البر الرئيسي تعيش مجموعات من البنادريين في مدن أفجوي، جينالي، بولبردي، مهداي، بلعد، جوهر، بلدويني، دينسور، بورهكبا، بيدوا، بارطيري، بؤالي، جلب، جمامي والقرى المحيطة بهذه البلدات.
في العاصمة الصومالية مقديشو يعيش البنادريون بشكل أساسي في أقدم مديريتين في المدينة وهي: حمر ويني وشنغاني. بالإضافة إلى المديريات المجاورة لها مثل عبد العزيز، وشيبس، وبونطيري، وحمر ججب، ووابري، والمدينة. ومعظم البناديريين في هذه المناطق هم السكان الأصليين لحمر، يليهم البناديريون الذين انتقلوا إلى مقديشو بعد التوسع الذي أهلها لتكون عاصمة الصومال.
على غرار مقديشو، يعيش البنادريون في مركا بشكل أساسي في الجزء الأقدم من المدينة، سَرَها وأو بالّي. وكما هو الحال في مقديشو، تتمتع عشائر البناديريين في مركا أيضًا بحضور كبير في المديريات الأحدث من المدن مثل روسيا، وبيتوراس، والبشيرو، وبولو جان. وأغلبية البناديريين في المدينة هم من العشائر المتحدة في اتحاد 12 كوفي (القبعات الاثني عشر) ورغم ذلك يعيش مجموعات من البروانيين ورير حمر في مركا، وقد انتقل النازحون من حمر (مقديشو) إلى مركا بعد الحرب الأهلية.
في براوي، يعيش البروانيون بشكل أساسي في أقدم مديرييتين هما مبايي وبِروني. ولهم أيضًا تواجد في مناطق البامبا وبغدادي وبولو بازي، حيث يتعايشون مع عشائر حديثة العهد بالمدينة. وقد غُيّرت أسماء هذه المديريات في أواخر حكم سياد بري، حيث غُيِّر اسم مديريات بروني والبامبا إلى ديح (القمر)، وغُير اسم مديرية مبايي إلى ودجر (الاتحاد)، وسُميت مديرية بغدادي إلى هولوداغ (التعاون).
في المناطق البعيدة عن الساحل، يعيد البنادريون في المراكز التجارية مثل: أفغوي، بورهكبا، بيدوا، ونلوين، جوهر، دينسور، بارطيري، ولوق. ويعود سبب انتشار البنادريين إلى اشتغالهم في التجارة مع العشائر المحلية التي تعيش في تلك المناطق، ولسبب آخر هو كون بعض أفرادهم جزءًا من جماعة صوفية موجودة في هذه المدن ومحيطها، كحال عشيرة رير شيخ مُومنو القاطنة في مديرية حمروين إذ أن جد العشيرة مدفون في مدينة بورهكبا وهو شيخ صوفي يزور ضريحه أفراد عشائر الرحنوين القاطنة في بورهكبا وبيدوا وحتى لوق.

## اللغات
لا يشكل البنادريون مجموعة متجانسة فيما يتعلق باللغات التي يتحدثون بها. حيث أن اللغة التي يتحدثون بها عادة ما تخضع للغة السائدة في المنطقة التي ينحدرون منها أكثر من أي شيء آخر.
تتحدث عشيرة 12 كوفي (القبعات الاثني عشر) لهجة صومالية عامية تسمى مهدونتي (بالصومالية: Maxaa Rabtaa) (ماذا تريد؟) ويطلق بعض اللغويين على هذه اللهجة (أف أشراف) (لغة الأشراف) وفي بعض المجتمعات في مقديشو. وخاصةً في مديرية شنغاني التاريخية، فإن هذه اللهجة وفقًا لشيوخ البناديريين تشبه إلى حد كبير لهجة أف رير حمر (لغة شعب مقديشو) التي يُتحَدثُ بها في مديرية حمروين والمناطق المحيطة بها. وهناك اختلاف بسيط بينهم يصل إلى نسبة 3-4% حسب رأي بعض الشيوخ.
يتحدث البروانيون اللهجة البروانية (شيمويني أو شيميني)، إحدى لهجات اللغة السواحلية، و(تشي) هي بادئة تشير إلى "اللغة"، وميني (أو مويني) هو اسم يطلق على مدينة براوة، ولم يكن البروانيون يطلقون على المدينة اسم براوة وإنما كانو يطلقون عليها اسم ميني. تشيميني هي النسخة القياسية للغة البروانية الأصلية والتي تسمى تشامبالازي، وتحتوي لغة تشيميني القياسية على أحرف ومفردات من اللغة العربية. وتحتوي لغة شامبالازي على بعض أقدم الكلمات السواحلية، وقد تطورت عبر الزمن وبسبب اختلاط المتحدثين بها بالأعراق واللغات الأخرى. يصل عمر اللغة أو اللهجة البروانية إلى أكثر من 1000 عام، ولا يزال يتحدث بها اليوم حوالي 30 ألف شخص من البروانيين، وذلك بفضل الحفاظ على اللغة من قبل علماء الدين الأوائل في براوة. وكان الشيخ قاسم البراوي أول عالم برواني كتب بلغة تشيميني القياسية، وقد كتبه بالأحرف العربية. وعلى مر التاريخ، استُخدمت اللغة لنشر الإسلام في ساحل السواحلي، وذلك من خلال الشعر والكتب الدينية أو المخطوطات.

## المهرجانات

### إستغفورو
استَغفُرَوْ أو استَغفُرلَو المشتقة من الكلمة العربية (أَسْتَغْفِرُ). هو مهرجان بنادري سنوي يقام في مديرية حمروين في مقديشو في موسم الرياح والمد والجزر. ويهتف رواد المهرجان بهذه الآية ﴿فَقُلْتُ اسْتَغْفِرُوا رَبَّكُمْ إِنَّهُ كَانَ غَفَّارًا ۝١٠﴾ [نوح:10]. وخلال المهرجان، تُذبح المواشي قربانا لله، وتُردد الدعوات بالمغفرة، وتهدئة الرياح حتى تتمكن السفن من الإبحار، وهطول الأمطار. ورغم الفكرة السائدة أن المهرجان إسلامي، إلا أن كثيرون يعتقدون أن أصله يعود إلى ما قبل الإسلام حيث كان سكان ساحل جنوب الصومال يحتفلون به سنويا، كرد فعل لظاهرة طبيعية في موسم معين، وهو مرتبط بالتقويم الشمسي وليس القمري الذي يتبعه المسلمون.

### (شِركا)

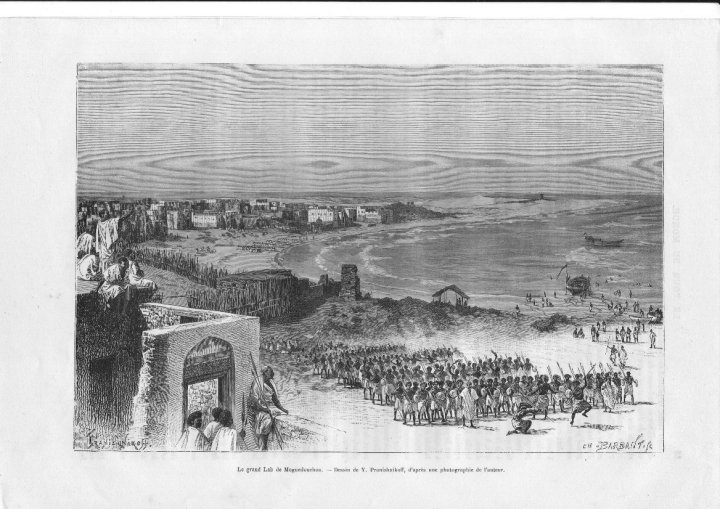
أثناء ختام المؤتمر (شِركا) في عام 1885

شِركَا (المؤتمر) هو مهرجان يُقام سنويا في مديرية حمروين في مقديشو. يُعرف هذا المهرجان عمومًا باسم "دَبشِد" (إشعال النار) (ويشبه عيد النيروز)، ويتزامن مهرجان شِركا مع مهرجان استُونكا المقام في أفجوي، وهو مشابه له جدًا، ويتجمع الرجال في مجموعات حسب النسب، ويرتدون قمصانًا بألوان مختلفة مع عصابات رأس متطابقة لتحديد انتماءاتهم العشائرية، كما يحملون عصيًا طويلة يدفعونها لأعلى ولأسفل بإيقاع وهم يهتفون ويخرجون في مسيرة عبر شوارع حمروين. في بداية الاحتفالات، يتم استدعاء شيوخ عشيرة رير فقي، لمباركة المناسبة. تنتهي المسرة الاحتفالية في جامع حمروين بالقرب من حي مورشو.

## شخصيات بارزة

### الزعماء الدينيين
- أويس القادري البراوي (1847– 1909) أبرز شيوخ القادرية في الصومال
- دادا ماسيتي (1810 - 15 يوليو 1919) شاعرة وعالمة صوفية مسلمة، كتبت أشعار باللهجة البروانية المحكية في براوة.

### السياسة
- عبد الرشيد محمد أحمد وزير النفط في الحكومة الفيدرالية الصومالية ووزير التجارة والصناعة السابق.
- مريم قاسم وزيرة المرأة وشؤون الأسرة في الحكومة الاتحادية الانتقالية، ووزيرة التنمية الاجتماعية في الحكومة الفيدرالية الصومالية، ووزيرة الشؤون الإنسانية
- برعي محمد حمزة (1945 - 2016) وزير الدولة بوزارة المالية ووزير الدولة للبيئة بمكتب رئيس الوزراء الصومالي.

### الرياضة
- رملة علي بطلة أفريقيا في وزن الريشة وأول ملاكم يمثل الصومال ويفوز بلقب الملاكمة .

### السينما
- عبد القادر أحمد سعيد، مخرج ومنتج وكاتب سيناريو ومصور سينمائي ومحرر صومالي بارز.